# Oebesa
Oebesa is een bestuurslaag in het regentschap Timor Tengah Selatan van de provincie Oost-Nusa Tenggara, Indonesië. Oebesa telt 3169 inwoners (volkstelling 2010).